# Schitală

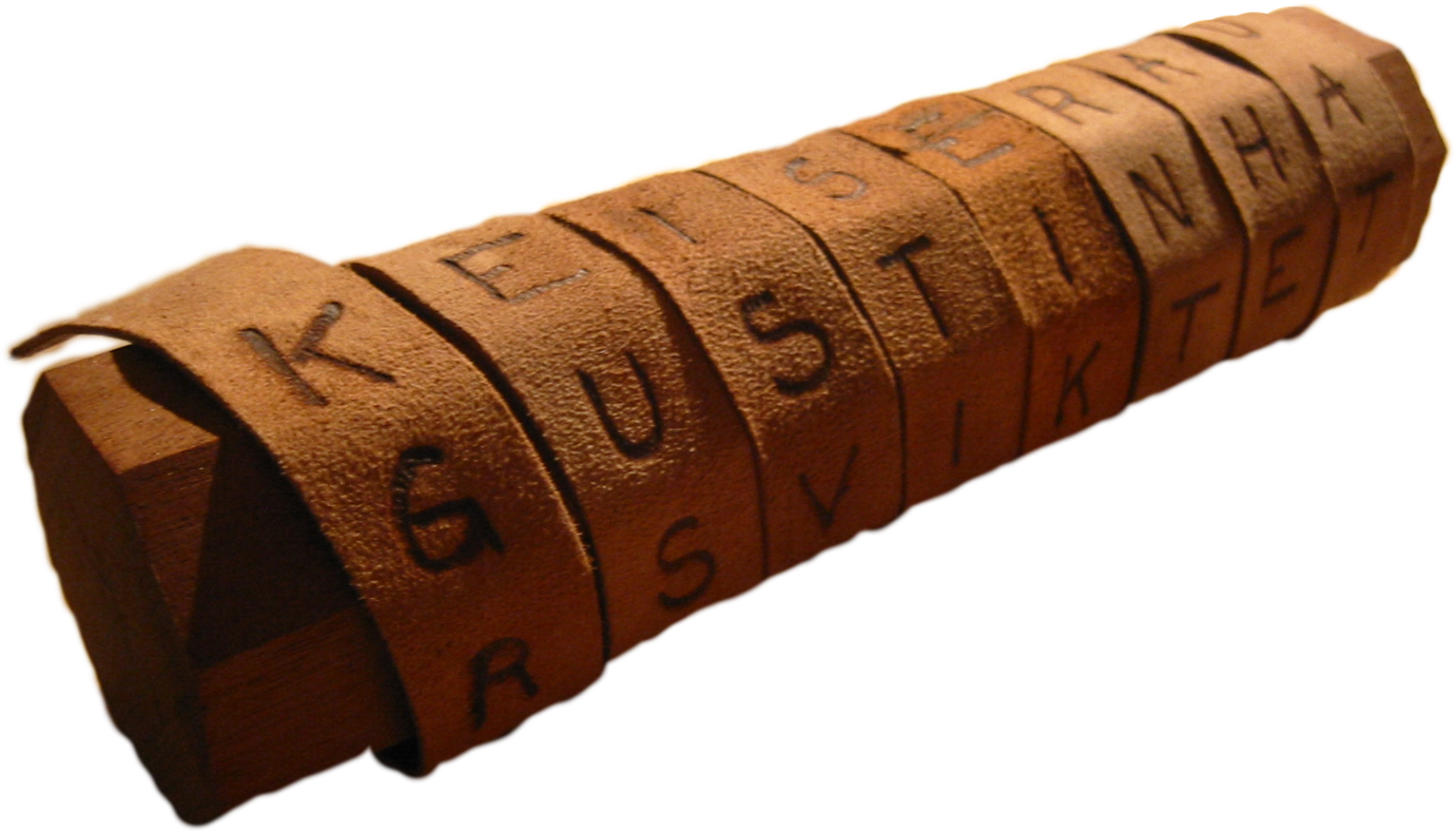
O schitală

Schitala este un instrument (o unealtă) folosită pentru a face un cifru de transpoziție. Este alcătuită dintr-un cilindru și o bandă de piele, pe aceasta fiind scris mesajul.